# Börringekloster
Börringekloster (før 1658 dansk: Børringe Kloster) var et nonnekloster i Skåne. Klosteret tilhørte benediktinerordenen.
Klosteret blev oprettet i anden halvdel af 1100-tallet. Det nævnes første gang 1231. Efter reformationen i 1536 blev bygninger forlenet. 1582 blev klosteret nedrevet . Det nuværende slot er fra 1763.
Da Skåne efter Roskildefreden i 1658 kom til Sverige, kom slottet under den svenske krone. Siden 1745 har slottet været i privat eje.